# Zajęczy Rów
Zajęczy Rów niem.  Hassengraben  (670 m n.p.m.) – dolina w południowo-zachodniej Polsce, w Sudetach Środkowych, w Górach Sowich.
Dolina położone jest w północno-zachodniej części Gór Sowich,między Działem Jawornickim po południowo-zachodniej stronie a Dział Michałkowskim po północno-wschodniej stronie, około 2,2 km na północ od centrum miejscowości Walim.
Płytka dość stroma dolina w kształcie rowu, wcinająca się w grzbiet Babiego Kamienia na południowy wschód poniżej szczytu. Od północno-wschodniej strony rów doliny opada do potoku Młynówka a od południowo-zachodniej opada w kierunku Walimki. Dolina jest wypreparowana w prekambryjskich gnejsach i migmatytach, w których ciągną się żyły hiperytów, pegmatytów i amfibolitów z granatami. Dolinę od strony Walimki oraz grzbiet porastają lasy świerkowe i świerkowo-bukowe, od strony koryta Młynówki i Stoszowic obszar doliny zajmują łąki i pastwiska.

## Turystyka
- Doliną nie prowadzi szlak turystyczny
- Doliną prowadzi stara ścieżka łącząca Sędzimierz ze Stoszowicami, która przechodzi w pobliżu skały Sępik. Dawniej ścieżka nosiła nazwę Zajęczej Ścieżki.